# Komediteaterns uppsättningar
Det här är en lista över Komediteaterns i Stockholm uppsättningar.

## Intima teatern

Karin Molander i scenkostym för en av teaterns tidigaste uppsättningar, Vad ingen vet från 1911.

Scenbild ur Eros (1912) med John Westin som Bogren, Albin Lavén som Direktören och Karin Molander som Anna.

Albin Lavén som Horace Travers och Hilda Borgström som Angela Burnett i Eldskärmen (1913).

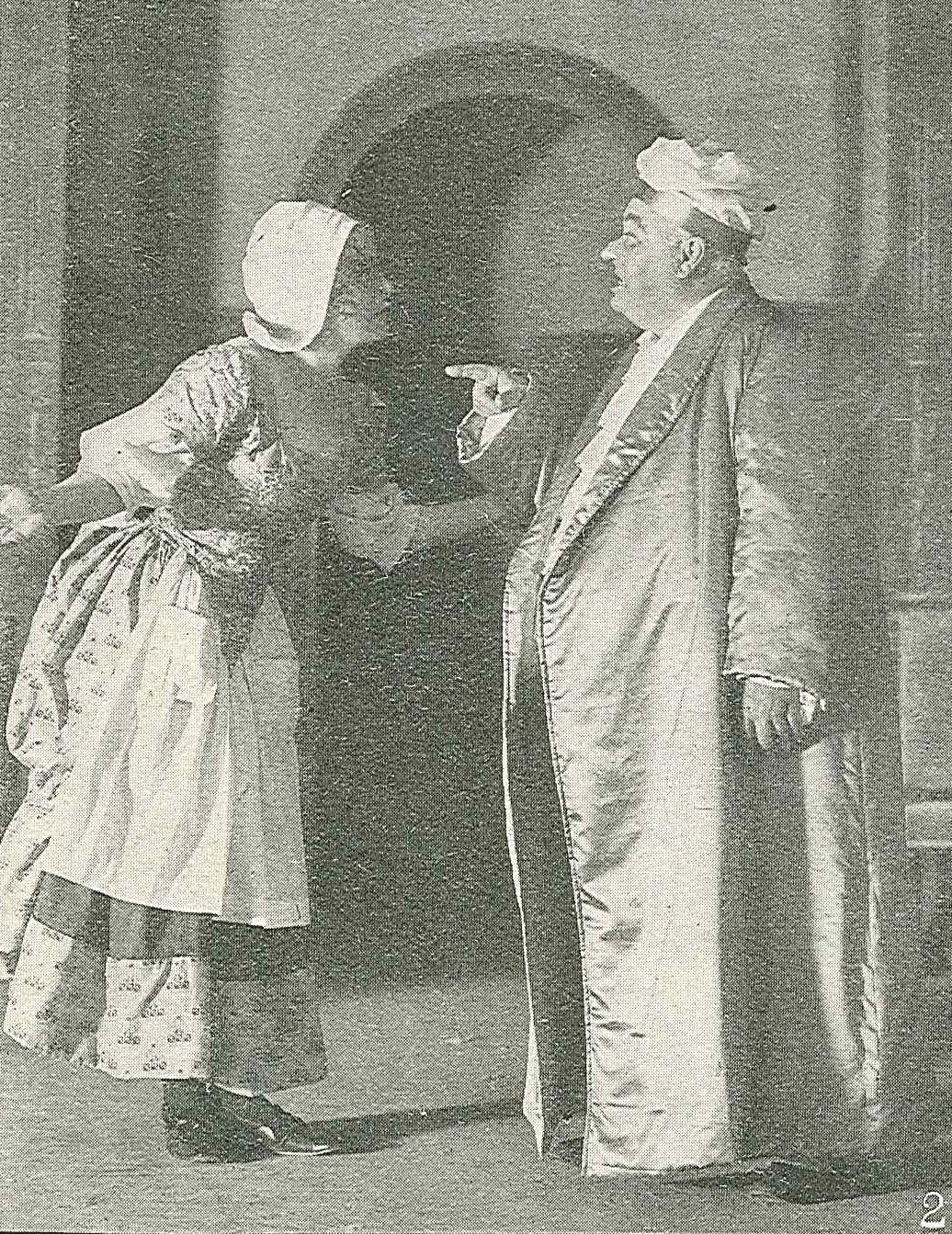
Oscar Bæckström och Edith Erastoff i Den inbillade sjuke, i regi av Einar Fröberg 1916

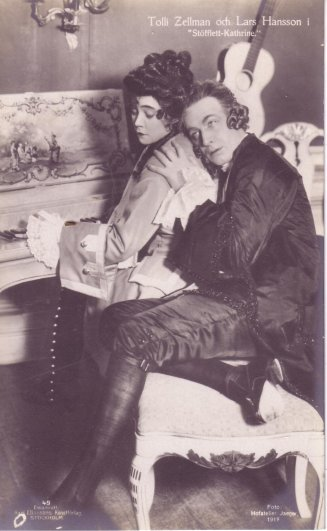
Tollie Zellman och Lars Hanson i Stövlett-Katrine, i regi av Einar Fröberg 1917

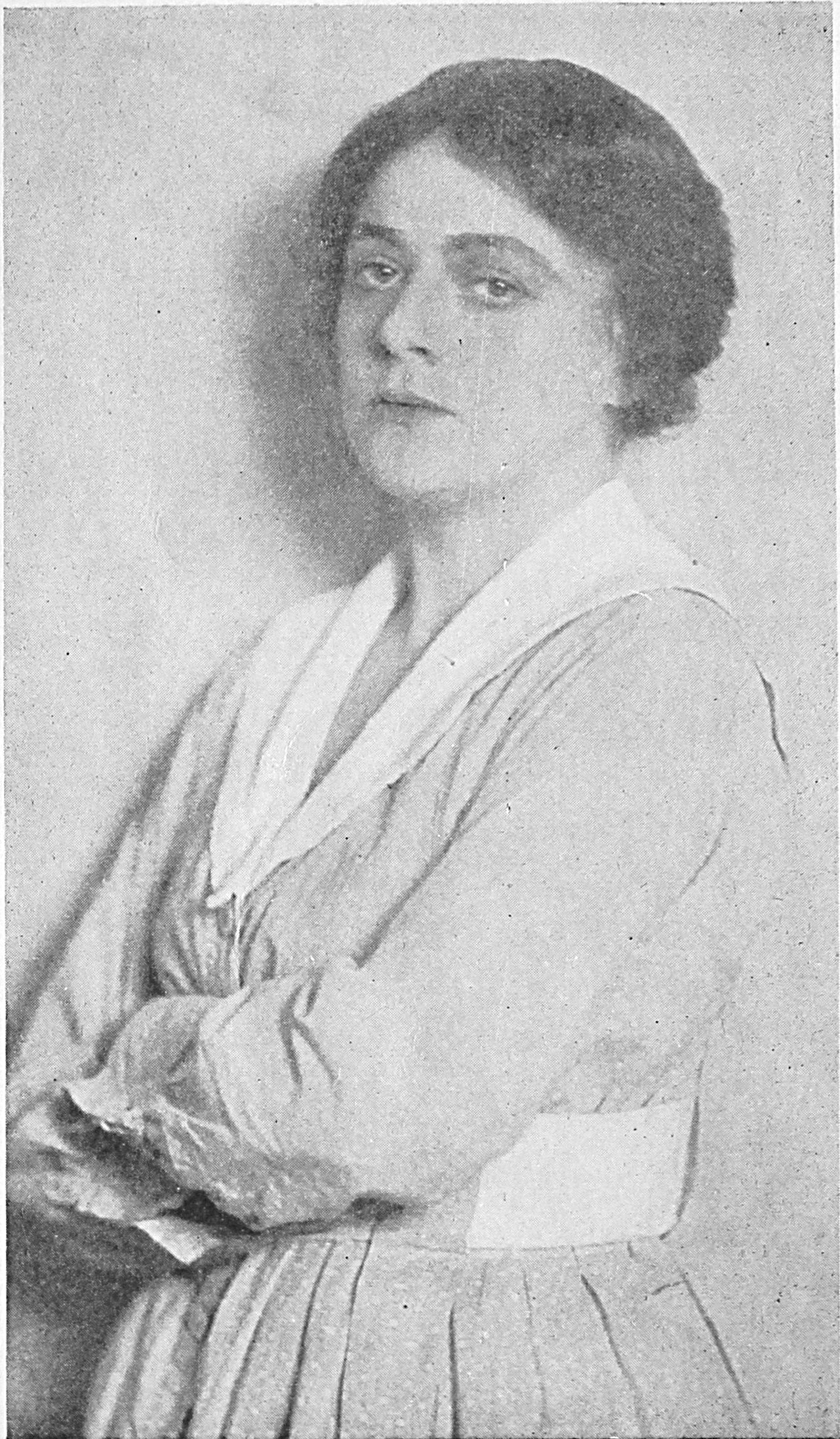
Karin Molander som Elna i Ernst Didrings komedi Elna Hall 1917

| År   | Produktion                                                                           | Upphovsmän                                                                                                 | Regi                                        | Noter |
| ---- | ------------------------------------------------------------------------------------ | --- | ------------------------------------------- | --- |
| 1911 | Renässans Renæssance                                                                 | Holger Drachmann Översättning Daniel Fallström                                                             | Knut Michaelson                             | Premiär 23 september 1911 Bror Olsson, Doris Nelson, Gustaf Molander, Anton de Verdier, Erik Wettergren, August Falck, Alrik Kjellgren Scenografi Carl Grabow 16 föreställningar |
| 1911 | Phyllis                                                                              | Cecil Hamilton                                                                                             |                                             | Premiär 3 oktober 1911 Doris Nelson, Albin Lavén, Ellen Appelberg, Karin Molander, Arthur Alftán, Gulli Fält 24 föreställningar |
| 1911 | Bland vassen                                                                         | Gustaf Collijn                                                                                             |                                             | Premiär 19 oktober 1911 Gustaf Molander, Albert Ståhl, Doris Nelson, Ellen Appelberg, Gulli Fält 9 föreställningar |
| 1911 | Det ingen vet Niemand weiß                                                           | Theodor Wolff                                                                                              | Emil Grandinson                             | Premiär 19 oktober 1911 Karin Molander, Erik Wettergren, Bror Olsson, Elsa Christiernsson, Sigrid Deurell, Tyra Dörum, Therese Hultberg, August Falck, Alrik Kjellgren, Albert Ståhl, Arthur Alftán 12 föreställningar |
| 1911 | Unge greven                                                                          | Knut Michaelson                                                                                            | Knut Michaelson                             | Premiär 30 oktober 1911 Doris Nelson, Albin Lavén, Arthur Alftán, Ernst Eklund, Karin Molander, Ellen Appelberg, Elsa Christiernsson, Alrik Kjellgren 37 föreställningar |
| 1911 | För mycken kärlek Amoreuse                                                           | Georges de Porto-Riche Översättning Ellen Lundberg-Nyblom                                                  | Emil Grandinson                             | Premiär 27 november 1911 Manda Björling, Albin Lavén, Albert Ståhl, Elsa Christiernsson, Sigrid Deurell, Gulli Fält, Therese Hultberg 14 föreställningar |
| 1911 | Den objudna gästen L'intruse                                                         | Maurice Maeterlinck                                                                                        | Gustaf Collijn                              | Premiär 9 december 1911 4 föreställningar |
| 1911 | När ungdomen vaknar Frühlingserwachen                                                | Frank Wedekind                                                                                             | Oscar Winge                                 | Premiär 13 december 1911 Elin Ekstedt, Anna Taflin, Bertil Brusewitz, Gösta Gustafson Scenografi Carl Grabow Gästspel av Oscar Winges sällskap 3 föreställningar |
| 1911 | Jul                                                                                  | August Strindberg                                                                                          |                                             | Premiär 26 december 1911 Elsa Christiernsson, Bror Olsson, Sigrid Deurell, Tyra Dörum, Arthur Alftán, Doris Nelson, Ellen Appelberg, Therese Hultberg Scenografi Carl Grabow 17 föreställningar |
| 1912 | Rococo                                                                               | Harald Molander                                                                                            |                                             | Premiär 1 januari 1912 Gustaf Molander, Karin Molander, Erik Wettergren 26 föreställningar |
| 1912 | Kärlek utan strumpor Kierlighed uden Strømper                                        | Johan Herman Wessel                                                                                        |                                             | Premiär 1 januari 1912 Ellen Appelberg, Tyra Dörum, Albert Ståhl, Arthur Alftán, Ernst Eklund 26 föreställningar |
| 1912 | Skuggan                                                                              | Thore Blanche                                                                                              |                                             | Premiär 24 januari 1912 Bror Olsson, Albert Ståhl, Doris Nelson, Ellen Appelberg, Sigrid Deurell 6 föreställningar |
| 1912 | Baldevins bröllop Baldevins Bryllup                                                  | Vilhelm Krag Översättning Emil Grandinson                                                                  |                                             | Premiär 30 januari 1912 Bror Olsson, Albin Lavén, Albert Ståhl, Tyra Dörum, Ellen Appelberg, Gulli Fält 50 föreställningar |
| 1912 | Hovsångaren Der Kammersänger                                                         | Frank Wedekind                                                                                             |                                             | Premiär 7 mars 1912 Albin Lavén, Doris Nelson, Karin Molander, Albert Ståhl 19 föreställningar |
| 1912 | Aftonstjärnan                                                                        | Hjalmar Söderberg                                                                                          |                                             | Premiär 7 mars 1912 Elsa Christiernsson, Tyra Dörum, Gulli Fält, Bror Olsson, Erik Wettergren, Albert Ståhl, Arthur Alftán, Alrik Kjellgren, Ernst Eklund, Anton de Verdier, Gustaf Molander 19 föreställningar |
| 1912 | Osvuret är bäst Il ne faut jurer de rien                                             | Alfred de Musset                                                                                           |                                             | Premiär 25 mars 1912 Albert Ståhl, Gustaf Molander, Karin Molander, Signe Deurell 3 föreställningar |
| 1912 | Fannys första stycke Fanny's First Play                                              | George Bernard Shaw                                                                                        | Gustaf Collijn                              | Premiär 9 april 1912 Elsa Christiernsson, Karin Molander, Ellen Appelberg, Tyra Dörum, Doris Nelson, Bror Olsson, Albin Lavén, Erik Wettergren, Mathias Taube, Albert Ståhl, Arthur Alftán 22 föreställningar |
| 1912 | Ett lyckligt äktenskap Et hjem                                                       | Peter Nansen                                                                                               |                                             | Premiär 27 april 1912 Albin Lavén, Arthur Alftan, Erik Wettergren, Doris Nelson, Karin Molander 20 föreställningar |
| 1912 | I sista stund                                                                        | Helena Nyblom                                                                                              | Emil Grandinson                             | Premiär 13 maj 1912 Elsa Christiernsson, Ernst Eklund 10 föreställningar |
| 1912 | Gamla herrgården                                                                     | Fredrik Nycander                                                                                           | Emil Grandinson                             | Premiär 13 maj 1912 Bror Olsson, Gustaf Molander, Erik Wettergren, Albert Ståhl, Karin Molander, Sigrid Deurell 10 föreställningar |
| 1912 | Mostellaria                                                                          | Plautus Översättning Vilhelm Lundström                                                                     | Oscar Lindskog                              | Premiär 28 juni 1912 Olle Broström, Harry Roeck-Hansen, Olof Molander, Carlo Keil-Möller, Algot Lindskog, Tage Palm Scenografi John Ericsson Gästspel av Uppsala-Stockholm studenter 6 föreställningar |
| 1912 | Baldevins bröllop Baldevins bryllup                                                  | Vilhelm Krag                                                                                               |                                             | Premiär 24 augusti 1912 Albin Lavén, Arthur Alftán, Albert Ståhl, Ellen Appelberg, Tyra Dörum 13 föreställningar |
| 1912 | Erlingsnäs                                                                           | Ejnar Smith                                                                                                | Emil Grandinson                             | Premiär 26 augusti 1912 Sigrid Deurell, Aron Lindgren, Astri Gulbrandsen, Mathias Taube, Albin Lavén, Albert Ståhl, Inez Jensen, Therese Hultberg 24 föreställningar |
| 1912 | Storken                                                                              | Hans Aanrud                                                                                                |                                             | Premiär 12 september 1912 Albin Lavén, Arthur Alftán, Sigrid Deurell, John Westin, Inez Jensen, Mathias Taube, Tyra Dörum, Konstantin Axelsson, Josua Bengtson, Therese Hultberg, Anna Österlund 2 föreställningar |
| 1912 | Eros Vid korsvägen Segraren Nattkyparen                                              | Ernst Didring                                                                                              | Emil Grandinson Knut Michaelson             | Premiär 24 september 1912 Mathias Taube, Ellen Appelberg, Aron Lindgren, Therese Hultberg, Gustaf Molander, Elsa Christiernsson, Albert Ståhl, Erik Wettergren, Karin Molander, Albin Lavén, Josua Bengtson, John Westin 26 föreställningar |
| 1912 | Filip II Philippe II                                                                 | Emile Verhaeren Översättning Sven Nyblom                                                                   | Knut Michaelson                             | Premiär 15 oktober 1912 Albert Ståhl, Gustaf Molander, Aron Lindgren, Astri Gulbrandsen, Erik Wettergren, John Westin, Alrik Kjellgren, Konstantin Axelsson, Josua Bengtson Scenografi Sven Nyblom 16 föreställningar |
| 1912 | Hedda Gabler                                                                         | Henrik Ibsen                                                                                               |                                             | Premiär 1 november 1912 Gästspel av Greta Prozors sällskap |
| 1912 | Asile de nuit                                                                        | Max Maurey                                                                                                 |                                             | Premiär 2 november 1912 Gästspel av Greta Prozors sällskap |
| 1912 | La paix chez soi                                                                     | Jules Moineaux                                                                                             |                                             | Premiär 2 november 1912 Gästspel av Greta Prozors sällskap |
| 1912 | Creansiers Fordringsägare                                                            | August Strindberg                                                                                          |                                             | Premiär 2 november 1912 Gästspel av Greta Prozors sällskap |
| 1912 | Solness le constructeur Bygmester Solness                                            | Henrik Ibsen                                                                                               |                                             | Premiär 3 november 1912 Gästspel av Greta Prozors sällskap |
| 1912 | Le coeur a ses raisons                                                               | Robert de Flers och Gaston Arman de Caillavet                                                              |                                             | Premiär 3 november 1912 Gästspel av Greta Prozors sällskap |
| 1912 | Les Romanesques                                                                      | Edmond Rostand                                                                                             |                                             | Premiär 3 november 1912 Gästspel av Greta Prozors sällskap |
| 1912 | Drönaren The Drone                                                                   | Rutherford Mayne                                                                                           | Emil Grandinson                             | Premiär 5 november 1912 Arthur Alftán, Albin Lavén, Doris Nelson, Ellen Appelberg, Alrik Kjellgren, Albert Ståhl, Mathias Taube, Tyra Dörum, Aron Lindgren 36 föreställningar |
| 1912 | En kvinna utan betydelse A woman of no importance                                    | Oscar Wilde                                                                                                | Knut Michaelson Gustaf Collijn              | Premiär 27 november 1912 Albin Lavén, Arthur Alftán, Alrik Kjellgren, Konstantin Axelsson, John Westin, Anna Österlund, Sigrid Deurell, Elsa Christiernsson, Karin Molander, Doris Nelson, Astri Gulbrandsen 46 föreställningar |
| 1912 | Moppy och Poppy Moppy og Poppy                                                       | Olaf Hansson                                                                                               | Emil Grandinson                             | Premiär 26 december 1912 Aron Lindgren, Mathias Taube, Albert Ståhl, John Westin, Doris Nelson, Tyra Dörum, Inez Jensen, Elsa Christiernsson 6 föreställningar |
| 1913 | Eldskärmen The Fire-screen                                                           | Alfred Sutro                                                                                               | Knut Michaelson                             | Premiär 14 januari 1913 John Westin, Doris Nelson, Hilda Borgström, Albin Lavén, Erik Wettergren, Mathias Taube, Alrik Kjellgren, Therese Hultberg, Josua Bengtson 26 föreställningar |
| 1913 | Fästningen faller La Prise de Berg-Op-Zoom                                           | Sacha Guitry                                                                                               | Knut Michaelson                             | Premiär 10 februari 1913 Hilda Borgström, Albin Lavén, Aron Lindgren, Gustaf Molander, Arthur Alftán, Ellen Appelberg, Doris Nelson, Erik Wettergren, Josua Bengtson, John Westin, Inez Jensen, Mathias Taube, Albert Ståhl, Alrik Kjellgren, Anna Österlund, Gurli Nilsson, Oskar Eklund 68 föreställningar |
| 1913 | Aldrig i livet                                                                       | Gustaf af Geijerstam                                                                                       | Emil Grandinson                             | Premiär 24 mars 1913 Aron Lindgren, Ellen Appelberg, Tyra Dörum, Mathias Taube, Albert Ståhl, Alrik Kjellgren, Josua Bengtson, Arthur Alftán, John Westin, Therese Hultberg 7 föreställningar |
| 1913 | Vildfåglar The Pigeon                                                                | John Galsworthy                                                                                            | Knut Michaelson Översättning Hugo Vallentin | Premiär 22 april 1913 Arthur Alftán, Karin Molander, Hilda Borgström, Gustaf Molander, Erik Wettergren, Albert Ståhl, Josua Bengtson, Alrik Kjellgren, Aron Lindgren, Mathias Taube, John Westin, Erik Österlund 9 föreställningar |
| 1913 | En parisare Paris chez lui                                                           | Edmond Gondinet                                                                                            | Knut Michaelson                             | Premiär 13 maj 1913 Albin Lavén, Arthur Alftán, Torsten Cederborg, Albert Ståhl, Aron Lindgren, Torsten Winge, Josua Bengtson, Karin Molander, Tyra Dörum, Elsa Christiernson, Inez Jensen, Gurli Nilson 28 föreställningar |
| 1913 | Fästningen faller La Prise de Berg-Op-Zoom                                           | Sacha Guitry                                                                                               |                                             | Premiär 27 augusti 1913 Hilda Borgström, Albin Lavén, Torsten Cederborg, Gustaf Molander, Arthur Alftán, Ellen Appelberg, Doris Nelson, Lars Hanson, Josua Bengtson, John Westin, Inez Jensen, Mathias Taube, Albert Ståhl, Alrik Kjellgren, Anna Österlund, Gurli Nilsson, Oskar Eklund 44 föreställningar |
| 1913 | Simson och Delila Samson og Delila                                                   | Sven Lange Översättning Emil Grandinson                                                                    | Emil Grandinson                             | Premiär 16 september 1913 Torsten Cederborg, Doris Nelson, Lars Hanson, Albert Ståhl, Josua Bengtson, Torsten Winge, Alrik Kjellgren, Anna Österlund, Valdemar Sjöberg, Gurli Nilson, Ester Göthson, Mathias Taube, John Westin, Tyra Dörum 32 föreställningar |
| 1913 | Dynastin Peterberg                                                                   | Mikael Lybeck                                                                                              | Knut Michaelson                             | Premiär 13 oktober 1913 Lars Hanson, Torsten Winge, Torsten Cederborg, Ellen Appelberg, John Westin, Albert Ståhl, Mathias Taube, Elsa Christiernson, Josua Bengtson 54 föreställningar |
| 1913 | Positivhataren                                                                       | August Blanche                                                                                             | Knut Michaelson                             | Premiär 24 november 1913 Elsa Christiernson, Tyra Dörum, Albert Ståhl, Torsten Cederborg, Lars Hanson, Torsten Winge Scenografi Carl Grabow 50 föreställningar |
| 1914 | Intermezzo Zwischenspiel                                                             | Arthur Schnitzler Översättning Gustaf Linden                                                               | Emil Grandinson                             | Premiär 7 januari 1912 Lars Hanson, Hilda Borgström, Bertil Malmstedt, Albert Ståhl, Astri Guldbrandsen, John Westin, Doris Nelson 10 föreställningar |
| 1914 | Hemligheten Le secret                                                                | Henry Bernstein Översättning Emil Grandinson                                                               | Knut Michaelson                             | Premiär 2 februari 1914 Albin Lavén, Lars Hanson, Mathias Taube, Hilda Borgström, Elsa Christiernson, Ellen Appelberg, Gurli Nilson 48 föreställningar |
| 1914 | Den skotska regnkragen La Pèlerine écossaise                                         | Sacha Guitry                                                                                               | Knut Michaelson                             | Premiär 24 mars 1914 Albin Lavén, Torsten Cederborg, Torsten Winge, Josua Bengtson, Albert Ståhl, Alrik Kjellgren, Hilda Borgström, Karin Molander, Gurli Nilsson 22 föreställningar |
| 1914 | Jagad The Fugitive                                                                   | John Galsworthy Översättning Hugo Vallentin                                                                | Emil Grandinson                             | Premiär 17 april 1914 Ernst Engborg, Karin Molander, Mathias Taube, Tyra Dörum, John Westin, Torsten Winge, Astri Guldbrandsen, Josua Bengtson, Gurli Nilson, Albert Ståhl, Torsten Cederborg, Lars Hanson, Anna Österlund, Alrik Kjellgren 9 föreställningar |
| 1914 | Prinsessan som inte ville äta havresoppa                                             | Walter Stenström                                                                                           |                                             | Premiär 18 april 1914 Kostym John Bauer Gästspel av Folkets hus teater 6 föreställningar |
| 1914 | En butiksfröken La Demoiselle de magasin                                             | Frantz Fonson och Ferdinand Wickeler Översättning Emil Grandinson                                          | Gustaf Collijn                              | Premiär 17 maj 1914 Torsten Cederborg, John Westin, Mathias Taube, Albin Lavén, Torsten Winge, Josua Bengtson, Karin Molander, Tyra Dörum, Ingrid Jonsson, Anna Österlund, Gurli Nilson 22 föreställningar |
| 1914 | Lilla Eva                                                                            | Olga Ott Översättning Einar Fröberg                                                                        | Einar Fröberg                               | Premiär 10 september 1914 Albert Ståhl, Ellen Appelberg, Doris Nelson, Lars Hanson, Karin Molander, Anna Österlund, Elsa Christiernson, Louise Eneman-Wahlberg, Edith Erastoff, Lisa Gustafson, Nils Lundberg, Tyra Dörum, Sagny Nicher 21 föreställningar |
| 1914 | Den fule Ferante Il brutto e le belle                                                | Sabatino Lopez Översättning Emil Grandinson                                                                | Emil Grandinson                             | Premiär 28 september 1914 Lars Hanson, Nils Lundberg, Karin Molander, Albert Ståhl, Lotten Seelig-Sandgren, Mathias Taube, Torsten Winge, Ellen Appelberg, Harry Bergvall, Josua Bengtson 43 föreställningar |
| 1914 | Den starkare                                                                         | August Strindberg                                                                                          | Emil Grandinson                             | Premiär 3 november 1914 Lotten Seelig-Sandgren, Elsa Christiernsson 19 föreställningar |
| 1914 | Leka med elden                                                                       | August Strindberg                                                                                          | Emil Grandinson                             | Premiär 3 november 1914 Mathias Taube, Tyra Dörum, Albert Ståhl, Doris Nelson, Nils Lundberg, Elsa Christiernsson 19 föreställningar |
| 1914 | Paria                                                                                | August Strindberg                                                                                          | Emil Grandinson                             | Premiär 3 november 1914 Einar Fröberg, Lars Hanson 25 föreställningar |
| 1914 | Karlavagnen                                                                          | Tor Hedberg                                                                                                | Einar Fröberg                               | Premiär 3 november 1914 Nils Lundberg, Torsten Winge, Einar Fröberg, Albert Ståhl, Mathias Taube, Josua Bengtson, Victor Sjöström, Louise Eneman-Wahlberg, Anna Österlund, Alrik Kjellgren, Harry Bergvall, Karin Molander, Edith Erastoff, Sagny Nicher 19 föreställningar |
| 1914 | Boubouroche                                                                          | Georges Courteline                                                                                         | Einar Fröberg                               | Premiär 26 november 1914 Doris Nelson, Albin Lavén, Rune Carlsten, Mathias Taube, Alrik Kjellgren, Torsten Winge, Nils Lundberg, Arvid Ervall 22 föreställningar |
| 1914 | Undervattensbåten Svalan                                                             | A Moureaux och J Perard                                                                                    | Einar Fröberg                               | Premiär 26 november 1914 Einar Fröberg, Nils Lundberg, Mathias Taube, Albert Ståhl, Axel Lindberg, Rune Carlsten, Alrik Kjellgren, Valdemar Sjöberg, Torsten Winge, Erik Österlund, Harry Bergvall, Arvid Ervall |
| 1914 | Arabia land                                                                          | Anna Maria Roos                                                                                            |                                             | Premiär 26 december 1914 Pierre Fredriksson, Margareta Sachs, Torsten Winge, Karin Molander, Alrik Kjellgren, Rune Carlsten, Edith Erastoff, Josua Bengtson, Tyra Dörum, Lilly Lennartson, Arvid Ervall, Jules Gaston Portefaix, Ebba Sjögren, Sagny Nicher 10 föreställningar |
| 1915 | Attentatet Narrentanz                                                                | Leo Birinski                                                                                               | Emil Grandinson                             | Premiär 2 januari 1915 Albin Lavén, Ellen Appelberg, Tyra Dörum, Lars Hanson, Torsten Winge, Einar Fröberg, Mathias Taube, Albert Ståhl, Alrik Kjellgren, Rune Carlsten, Edith Erastoff, Erland Colliander, Arvid Ervall, Valdemar Sjöberg, Sagny Nicher, Josua Bengtson, Harry Bergvall, Frida Dahlskog, Anna Österlund 69 föreställningar |
| 1915 | Djävulen Az Ördög                                                                    | Ferenc Molnár                                                                                              | Einar Fröberg                               | Premiär 2 mars 1915 Lars Hanson, Rune Carlsten, Albert Ståhl, Alrik Kjellgren, Torsten Winge, Nils Lundberg, Arvid Ervall, Karin Molander, Elsa Christiernson, Edith Erastoff, Louise Eneman-Wahlberg, Sagny Nicher, Gertrud Hellström, Vilma Höglund 18 föreställningar |
| 1915 | Oväder                                                                               | August Strindberg                                                                                          | Mauritz Stiller                             | Premiär 15 mars 1915 Lars Hanson, Albert Ståhl, Alrik Kjellgren, Edith Erastoff, Elsa Christiernsson, Doris Nelson, Nils Lundberg Scenografi Harry Dahlström 12 föreställningar |
| 1915 | Kärleken till nästan                                                                 | Gunnar Heiberg Översättning August Brunius                                                                 | Emil Grandinson                             | Premiär 25 mars 1915 Albin Lavén, Lotten Seelig-Sandgren, Mathias Taube, Ellen Appelberg, Nils Lundberg, Rune Carlsten, Vilhelm Hansson, Josua Bengtson, Alrik Kjellgren, Torsten Winge, Frida Dahlskog 3 föreställningar |
| 1915 | Muntra fruarna i Windsor The Merry Wives of Windsor                                  | William Shakespeare                                                                                        | Emil Grandinson                             | Premiär 10 april 1915 Nils Arehn, Mathias Taube, Vilhelm Hansson, Edith Erastoff, Nils Lundberg, Rune Carlsten, Torsten Winge, Josua Bengtson, Waldemar Sjöberg, Arvid Ervall, Karin Molander, Ellen Appelberg, Albert Ståhl, Erland Colliander, Alrik Kjellgren, Tyra Dörum 16 föreställningar |
| 1915 | Den politiske kannstöparen Den politiske kandestøber                                 | Ludvig Holberg Översättning Einar Fröberg                                                                  | Einar Fröberg                               | Premiär 29 april 1915 Oscar Bæckström, Ellen Appelberg, Sagny Nicher, Nils Lundberg, Lars Hanson, Tyra Dörum, Rune Carlsten, Mathias Taube, Alrik Kjellgren, Arvid Ervall, Josua Bengtson, Albert Ståhl, Torsten Winge, Waldemar Sjöberg, Doris Nelson, Edith Erastoff, Elsa Christiernsson, Arvid Ervall, Eric Källkvist, Erland Colliander, Harry Bergvall, Anna Österlund Scenografi Carl Grabow 50 föreställningar |
| 1915 | Spader knekt                                                                         | Hans Overweg                                                                                               | Einar Fröberg                               | Premiär 10 augusti 1915 Albin Lavén, Einar Fröberg, Waldemar Sjöberg, Lars Hanson, Wilhelm Hansson, Harry Bergvall, Carlo Keil-Möller, Anders Bengtsson, Erik Råbäck, Josua Bengtson, Albert Ståhl, Nils Lundberg, Doris Nelson, Alrik Kjellgren, Sagny Nicher 38 föreställningar |
| 1915 | Erotik                                                                               | Gustav Wied Översättning Vilhelm Olin                                                                      | Einar Fröberg                               | Premiär 16 september 1915 Albert Ståhl, Josua Bengtson, Albin Lavén, Tyra Dörum, Ellen Appelberg, Edith Erastoff, Alrik Kjellgren, Sagny Nicher 28 föreställningar |
| 1915 | Pompadours triumf Der Triumph der Pompadour                                          | Adolf Paul Översättning Erik Norling                                                                       | Einar Fröberg                               | Premiär 13 oktober 1915 Einar Fröberg, Nils Lundberg, Albin Lavén, Josua Bengtson, Alrik Kjellgren, Lars Hanson, Carlo Keil-Möller, Albert Ståhl, Anders Bengtsson, Sagny Nicher, Edith Erastoff, Karin Molander, Anna Lisa Fröberg, Louise Eneman-Wahlberg, Arvid Ervall, Erik Råbäck, Arne Lindenbaum Scenografi Carl Grabow, Kostym Leopold Verch 42 föreställningar |
| 1915 | Ma mere l'Oye                                                                        | Maurice Ravel                                                                                              | Sofia Korty                                 | Premiär 8 november 1915 Scenografi Einar Nerman 4 föreställningar |
| 1915 | Äktenskapets förskola Erziehung zur Ehe                                              | Otto Erich Hartleben                                                                                       | Einar Fröberg                               | Premiär 8 november 1915 Albert Ståhl, Louise Eneman-Wahlberg, Lars Hanson, Doris Nelson, Sagny Nicher, Mathias Taube, Tyra Dörum, Nils Lundberg, Karin Molander, Rune Carlsten, Anna Pereus, Arvid Ervall 4 föreställningar |
| 1915 | Hittebarnet Julstugan Julestuen                                                      | August Blanche Ludvig Holberg                                                                              | Einar Fröberg                               | Premiär 1 december 1915 Oscar Bæckström, Mathias Taube, Anna-Lisa Fröberg, John Ekman, Nils Lundberg, Sagny Nicher, Ellen Appelberg, Louise Eneman-Wahlberg, Arvid Ervall, Rune Carlsten, Edith Erastoff, Doris Nelson, Carlo Keil-Möller, Tyra Dörum, Alrik Kjellgren, Erik Råbäck, Frida Dahlskog, Josua Bengtson, Waldemar Sjöberg 20 föreställningar |
| 1915 | Moral                                                                                | Ludwig Thoma                                                                                               | Einar Fröberg                               | Premiär 27 december 1915 Oscar Bæckström, Louise Eneman-Wahlberg, Karin Molander, Mathias Taube, Tyra Dörum, Lars Hanson, Rune Carlsten, Anna-Lisa Fröberg, John Ekman, Einar Fröberg, Albin Lavén, Edith Erastoff, Sagny Nicher 33 föreställningar |
| 1916 | Gustaf III                                                                           | August Strindberg                                                                                          | Einar Fröberg                               | Premiär 25 januari 1916 Lars Hanson, Einar Fröberg, Oscar Bæckström, Albert Ståhl, Erik Ljungqvist, Arvid Ervall, John Ekman, Nils Lundberg, Carlo Keil-Möller, Albin Lavén, Erik Landberg, Mathias Taube, Anders Bengtsson, Rune Carlsten, Gösta Gustafson, Josua Bengtson, Alrik Kjellgren, Waldemar Sjöberg, Axel Berggren, Anna-Lisa Fröberg, Doris Nelson, Eric Källkvist Scenografi Carl Grabow 97 föreställningar |
| 1916 | Generalrepetition på ett dyrbart liv                                                 | Harry Vosberg                                                                                              | Albin Lavén                                 | Premiär 6 maj 1916 Rune Carlsten, Arvid Ervall, Josua Bengtson, Albin Lavén, Mathias Taube, Albert Ståhl, Karin Molander, Carlo Keil-Möller, Edith Erastoff, Nils Lundberg, Erik Landberg, Eric Ljungqvist, Tyra Dörum, Alrik Kjellgren, Valdemar Sjöberg, Eric Österlund 12 föreställningar |
| 1916 | En gåtfull kvinna Die rätselhafte Frau                                               | Robert Reinert Översättning Einar Fröberg                                                                  | Einar Fröberg                               | Premiär 9 augusti 1916 Tollie Zellman, Rune Carlsten, Albin Lavén, Lars Hanson, Josua Bengtson, Louise Eneman-Wahlberg, Anna Carlsten, Sagny Nischer 16 föreställningar |
| 1916 | Prinsessan och hela världen                                                          | Edgard Høyer Översättning Einar Fröberg                                                                    | Einar Fröberg                               | Premiär 11 september 1916 Albert Ståhl, Rune Carlsten, Karin Molander, Nils Lundberg, Josua Bengtson, Tyra Dörum, Carlo Keil-Möller, Doris Nelson, Einar Fröberg, Folke Pilo, Rudolf Wendbladh, Alrik Kjellgren, Anna-Lisa Fröberg, Sagny Nicher, Eric Ljungqvist, Waldemar Sjöberg 14 föreställningar |
| 1916 | Takrännan                                                                            | Gustaf Collijn                                                                                             | Gustaf Collijn                              | Premiär 7 oktober 1916 Oscar Bæckström, Rune Carlsten, Einar Fröberg, Josua Bengtson, Eric Ljungqvist, Lars Hanson, John Ekman, Albert Ståhl, Tyra Dörum, Edith Erastoff, Doris Nelson, Alrik Kjellgren, Folke Pilo, Nils Lundberg, Sagny Nicher 16 föreställningar |
| 1916 | Den inbillningssjuke Le Malade imaginaire                                            | Molière Översättning Einar Fröberg                                                                         | Einar Fröberg                               | Premiär 23 oktober 1916 Oscar Bæckström, Anna-Lisa Fröberg, Karin Molander, Ruth Ahlstrand, John Ekman, Edith Erastoff, Nils Lundberg, Albert Ståhl, Alrik Kjellgren, Josua Bengtson, Carlo Keil-Möller, Folke Pilo 6 föreställningar |
| 1916 | Faunen Der Faun                                                                      | Hermann Bahr Översättning Einar Fröberg                                                                    | Einar Fröberg                               | Premiär 11 december 1916 Albin Lavén, Karin Molander, Rune Carlsten, Anna Carlsten, Ruth Ahlstrand, Josua Bengtson, Sagny Nicher 5 föreställningar |
| 1916 | Hannele                                                                              | Gerhart Hauptmann Översättning Karl August Tavaststjerna                                                   | Einar Fröberg                               | Premiär 11 december 1916 Doris Nelson, John Ekman, Sagny Nicher, Ellen Appelberg, Edith Erastoff, Albert Ståhl, Rune Carlsten, Carlo Keil-Möller, Folke Pilo, Alrik Kjellgren, Josua Bengtson, Anna-Lisa Fröberg, Nils Dahlgren, Anna Carlsten, Ruth Ahlstrand, Agnes Spångberg, Nils Lundberg, Louise Eneman-Wahlberg, Aina Westin 5 föreställningar |
| 1917 | Lilla Rödluvan                                                                       | Helge Malmberg                                                                                             | Helge Malmberg                              | Premiär 8 januari 1917 Sven Quick, Axel Nilsson, Gucken Cederborg, Elsa Ebbesen, Veronika Widerström Scenografi Harry Dahlström |
| 1917 | Fädernesland Fædreland                                                               | Einar Christiansen Översättning Hjalmar Söderberg                                                          | Einar Fröberg                               | Premiär 16 januari 1917 Edith Erastoff, Albert Ståhl, Tyra Dörum, Einar Fröberg, Lars Hanson, Carlo Keil-Möller, Rune Carlsten, Nils Lundberg, Folke Pilo, John Ekman, Arvid Ervall, Albin Lavén, Karin Molander, Josua Bengtson, Eric Ljungqvist, Sagny Nicher, Louise Eneman-Wahlberg, Ruth Ahlstrand Scenografi Carl Grabow 34 föreställningar |
| 1917 | Stövlett-Kathrine Støvlet-Kathrine                                                   | Dikken von der Lyhe Zernichow Översättning Einar Fröberg                                                   | Einar Fröberg                               | Premiär 13 februari 1917 Lars Hanson, Karin Molander, John Ekman, Albert Ståhl, Josua Bengtson, Carlo Keil-Möller, Einar Fröberg, Harry Bergvall, Folke Pilo, Arvid Ervall, Louise Eneman-Wahlberg, Sagny Nischer, Ruth Ahlstrand, Elsa Unger, Nils Lundberg, John Ekman, Tyra Dörum, Rune Carlsten, Alrik Kjellgren, Anna Carlsten, Tollie Zellman, Erik Ljungqvist, Aina Westin, Anders Bengtsson 88 föreställningar |
| 1917 | Ett resande teatersällskap En födelsedag på gäldstugan                               | August Blanche                                                                                             | Einar Fröberg                               | Premiär 15 april 1917 Josua Bengtson, Edith Erastoff, Sagny Nischer, Arvid Ervall, Albert Ståhl, Rune Carlsten, Alrik Kjellgren, Eric Ljungqvist, Carlo Keil-Möller, Folke Pilo, Anna Carlsten, Nils Lundberg, Lars Hanson, Erik Bjuf 1 föreställning till förmån för Blanchemonumentet |
| 1917 | Jeffrey Pantons historia The History of Jeffery Panton                               | Alfred Sutro Översättning Einar Fröberg                                                                    | Einar Fröberg                               | Premiär 16 maj 1917 Albin Lavén, John Westin, Folke Pilo, Edith Erastoff, Ellen Appelberg, Doris Nelson, Anna Carlsten, Ruth Ahlstrand 10 föreställningar |
| 1917 | Sorina Die Sorina                                                                    | Georg Kaiser Översättning Einar Fröberg                                                                    | Einar Fröberg                               | Premiär 10 augusti 1917 Albert Ståhl, Anna-Lisa Fröberg, Carlo Keil-Möller, Eric Ljungqvist, Doris Nelson, Alrik Kjellgren, Arvid Ervall, Anna Norling 17 föreställningar |
| 1917 | Zoologi Lottchens Geburtstag Socorros inackorderingar                                | Ludwig Thoma Miguel Ramos Carrión och Vital Aza Översättning Einar Hjorth, Bearbetning Karl August Hagberg | Einar Fröberg                               | Premiär 31 augusti 1917 Oscar Bæckström, Ellen Appelberg, Sagny Nischer, Anna-Lisa Fröberg, Mathias Taube, Ruth Ahlstrand, Tyra Dörum, Ingeborg Ståhl, Einar Fröberg, Albert Ståhl, Folke Pilo, Arvid Ervall, Alrik Kjellgren 27 föreställningar |
| 1917 | Ungdomsvänner Jugendfreunde                                                          | Ludwig Fulda Översättning Oscar Wijkander                                                                  | Einar Fröberg                               | Premiär 27 september 1917 Gustaf Fredrikson, Oscar Bæckström, Einar Fröberg, Albert Ståhl, Karin Molander, Anna-Lisa Fröberg, Ellen Appelberg, Doris Nelson, Arvid Ervall 50 föreställningar |
| 1917 | Adlig ungdom                                                                         | Algot Ruhe                                                                                                 | Rune Carlsten                               | Premiär 31 oktober 1917 Alrik Kjellgren, Ellen Appelberg, Doris Nelson, Carlo Keil-Möller, Karin Molander, John Ekman, John Westin, Josua Bengtson, Tyra Dörum, Anna Carlsten, Nils Lundberg, Gösta Gustafson, Ruth Ahlstrand 13 föreställningar |
| 1917 | Elna Hall                                                                            | Ernst Didring                                                                                              | Ernst Didring                               | Premiär 29 november 1917 Lars Hanson, Karin Molander, Rune Carlsten, Josua Bengtson, Gösta Gustafson Scenografi Carl Grabow 41 föreställningar |
| 1917 | Kapten Puff eller Storprataren Pernillas korta frökentid Pernilles korte Frøkenstand | Olof Kexél Ludvig Holberg                                                                                  | Rune Carlsten                               | Premiär 13 december 1917 Ingeborg Ståhl, Oscar Bæckström, Carlo Keil-Möller, John Ekman, Louise Eneman-Wahlberg, Aina Westin, Anna-Lisa Fröberg, Ellen Appelberg, Sagny Nicher, Tyra Dörum, Folke Pilo, Albert Ståhl, John Westin, Rune Carlsten, Anna Carlsten, Nils Lundberg, Eric Ljungqvist, Josua Bengtson, Eric Biuw 6 föreställningar |
| 1917 | Prinsessans visa                                                                     | Anna Wahlenberg                                                                                            | Josua Bengtson                              | Premiär 22 december 1917 Alrik Kjellgren, Sagny Nicher, Elin Markman, Ruth Ahlstrand, Gösta Gustafson, Ragnar Westberg, Ragnar Falck, Bertil Malmstedt, Ragnar Nordin, Anna Carlsten, Mayne Lundgren 12 föreställningar |
| 1918 | Syster Beatrice Sœur Béatrice                                                        | Maurice Maeterlinck Översättning Sven Söderman                                                             | Einar Fröberg                               | Premiär 18 januari 1918 Inez Lundmark, Ingrid Andersén, Louise Eneman-Wahlberg, Sagny Nicher, Anna Carlsten, Ingeborg Ståhl, Ella Öst, Nan Bergmanson, Elin Levin, John Ekman, John Westin, Ruth Ahlstrand Scenografi Manne Hallengren 23 föreställningar |
| 1918 | Richard III The Life and Death of King Richard the Third                             | William Shakespeare Översättning Carl August Hagberg                                                       | Einar Fröberg                               | Premiär 14 februari 1918 Albert Ståhl, Lars Hanson, Ingeborg Ståhl, Anna Carlsten, John Ekman, Nelly Bresky, Sigrid Hård af Segerstad, Ellen Appelberg, Karin Molander, Nils Lundberg, Arthur Alftán, Rudolf Wendbladh, John Westin, Carlo Keil-Möller, Folke Pilo, Einar Fröberg, Josua Bengtson, Eric Ljungqvist, Alrik Kjellgren, Gösta Gustafson, Axel Janse, Anders Bengtsson, Alfred Lundberg, Mathias Taube, Rune Carlsten, Eric Biuw, Hjalmar Ahlström Scenografi Manne Hallengren 29 föreställningar                                                                                |
| 1918 | Ljunghuset                                                                           | Nils Wilhelm Lund                                                                                          | Einar Fröberg                               | Premiär 27 mars 1918 Edith Erastoff, Rudolf Wendbladh, Mathias Taube, Albert Ståhl, Sagny Nicher, Tyra Dörum, John Westin, Anna Carlsten, Ragnar Falck, Eric Ljungqvist, Gösta Gustafson, Arthur Alftán Scenografi Manne Hallengren 6 föreställningar |
| 1918 | Under lagen                                                                          | Edvard Brandes Översättning Einar Fröberg                                                                  | Einar Fröberg                               | Premiär 27 april 1918 John Ekman, Ellen Appelberg, Anna Carlsten, Astri Torssell, Tyra Dörum, Rune Carlsten, Arthur Alftán, Anna-Lisa Fröberg, Aina Westin, Ruth Ahlstrand 25 föreställningar |
| 1918 | Baldevins bröllop Baldevins bryllup                                                  | Vilhelm Krag                                                                                               |                                             | Premiär 22 maj 1918 William Ivarson, Tyra Dörum, Hildur Lithman, Arthur Alftán 11 föreställningar |
| 1918 | Den röde André                                                                       | Mikael Lybeck                                                                                              | Rune Carlsten                               | Premiär 12 augusti 1918 Lars Hanson, Edith Erastoff, Albert Ståhl, Josua Bengtson, Rune Carlsten, Doris Nelson, Gösta Gustafson, Ingeborg Ståhl, John Ekman, Ellen Appelberg, Arthur Alftán, Eric Ljungqvist, Rudolf Wendbladh 15 föreställningar |
| 1918 | Köpt och betalt Bought And Paid For                                                  | George Broadhurst Översättning Einar Fröberg                                                               | Einar Fröberg                               | Premiär 28 augusti 1918 Einar Fröberg, Rune Carlsten, Gösta Gustafson, Edith Erastoff, Anna Carlsten, Sagny Nicher 44 föreställningar |
| 1918 | Narren                                                                               | Peter Egge Översättning Rune Carlsten                                                                      | Rune Carlsten                               | Premiär 7 oktober 1918 Rune Carlsten, Ellen Appelberg, Ragnar Widestedt, Josua Bengtson, Anna-Lisa Fröberg, Edith Erastoff, Vivi Häggmark, Mayne Lundgren 18 föreställningar |
| 1918 | Skandalskolan School For Scandal                                                     | Richard Brinsley Sheridan Översättning Einar Fröberg                                                       | Einar Fröberg                               | Premiär 2 november 1918 Oscar Bæckström, Mathias Taube, Ragnar Widestedt, Carlo Keil-Möller, Josua Bengtson, John Westin, Albert Ståhl, Arvid Ervall, Ragnar Örnberger, Gösta Gustafson, Alrik Kjellgren, Edith Erastoff, Doris Nelson, Tollie Zellman, Maine Lundgren Scenografi Carl Grabow 67 föreställningar |
| 1918 | Prinsessans visa                                                                     | Anna Wahlenberg                                                                                            | Josua Bengtson                              | Premiär 22 december 1918 9 föreställningar |
| 1919 | Ett experiment                                                                       | Hjalmar Bergman                                                                                            | Einar Fröberg                               | Premiär 8 januari 1919 Lars Hanson, Einar Fröberg, Karin Molander, Ragnar Widestedt, Doris Nelson, Albert Ståhl, Ingeborg Ståhl, Inez Lundmark, Mayne Lundgren, Josua Bengtson, Sagny Nicher, Louise Eneman-Wahlberg 22 föreställningar |
| 1919 | Nöddebo prästgård Nøddebo præstegård                                                 | Elith Reumert                                                                                              | Josua Bengtson                              | Premiär 19 januari 1919 Mathias Taube, John Westin, Nils Lundberg, Josua Bengtson, Louise Wahlberg, Sagny Nicher, Inez Lundmark, Alrik Kjellgren, Tyra Dörum, Arvid Ervall, Eric Bjuw, Ruth Ahlstrand, Mayne Lundgren, Gösta Gustafson, Ingeborg Ståhl, Aina Westin, Vivi Häggmark, Emmy Albiin 23 föreställningar |
| 1919 | Byggmästare Solness Bygmester Solness                                                | Henrik Ibsen Översättning Einar Fröberg                                                                    | Einar Fröberg                               | Premiär 1 februari 1919 Lars Hanson, Ellen Appelberg, Josua Bengtson, Albert Ståhl, Ragnar Widestedt, Inez Lundmark, Harriet Bosse 59 föreställningar |
| 1919 | Balkongen Balkonen                                                                   | Gunnar Heiberg Översättning Hjalmar Söderberg                                                              | Rune Carlsten                               | Premiär 1 april 1919 Rune Carlsten, Harriet Bosse, Lars Hanson, Mathias Taube, Arthur Alftán, Arvid Ervall 18 föreställningar |
| 1919 | Furstens återkomst                                                                   | August Brunius                                                                                             | Einar Fröberg                               | Premiär 24 april 1919 Lars Hanson, Edith Erastoff, Einar Fröberg, Ragnar Widestedt, Doris Nelson, Albert Ståhl, Anna Fröberg, Mayne Lundgren, Ingeborg Ståhl, Nils Lundberg 19 föreställningar |
| 1919 | En gammal ungkarls moral The Morals of Marcus Ordeyne                                | William J. Locke Översättning Sven Nyblom                                                                  | Albert Ståhl                                | Premiär 15 maj 1919 Rune Carlsten, Ragnar Widestedt, Louise Eneman-Wahlberg, Ingeborg Ståhl, Doris Nelson, Karin Molander, Mathias Taube, Tyra Dörum, Alrik Kjellgren, Eric Bjuw, Inez Lundmark, Mayne Lundgren, Vivi Häggmark 30 föreställningar |
| 1919 | Titeln                                                                               | Arnold Bennett Översättning Hugo Vallentin                                                                 | Einar Fröberg                               | Premiär 1 september 1919 Ellen Appelberg, Einar Fröberg, Doris Nelson, Arvid Ervall, Nils Lundell, Anna-Lisa Fröberg, Josua Bengtson 14 föreställningar |
| 1919 | Ambrosius                                                                            | Christian Molbech                                                                                          | Einar Fröberg                               | Premiär 29 september 1919 Einar Fröberg, Ellen Appelberg, Karin Molander, Adam Poulsen, Josua Bengtson, Anna Carlsten, Arvid Ervall, Gösta Gustafson, Eric von Gegerfelt, Mathias Taube, Nils Lundell 19 föreställningar |
| 1919 | Individernas förbund                                                                 | Einar Fröberg                                                                                              | Einar Fröberg                               | Premiär 18 oktober 1919 Mathias Taube, Rune Carlsten, Anna Carlsten, Lars Hanson, Karin Molander, Josua Bengtson, Gösta Gustafson, Arvid Ervall, Nils Lundell, Anna Norling 43 föreställningar |
| 1919 | Segergudinnan                                                                        | Ernst Didring                                                                                              |                                             | Premiär 4 december 1919 Nils Arehn, Edith Erastoff, Lars Hanson, Mathias Taube, Gösta Gustafson, Eric von Gegerfelt, Nils Lundell, Arvid Ervall 6 föreställningar |
| 1919 | Nöddebo prästgård Nøddebo præstegård                                                 | Elith Reumert                                                                                              | Josua Bengtson                              | Premiär 26 december 1919 |
| 1919 | Nej, vaudeville                                                                      | Johan Ludvig Heiberg                                                                                       | Josua Bengtson                              | Premiär 29 december 1919 Mathias Taube, Inez Lundmark, Torsten Winge, Josua Bengtson 25 föreställningar |
| 1919 | Den nya garnisonen                                                                   | Louis Angely och C.G. Etienne                                                                              | Josua Bengtson                              | Premiär 29 december 1919 Mathias Taube, Torsten Winge, Nils Lundberg, Nils Lundell, Gösta Gustafson, Josua Bengtson, Edith Erastoff, Ingeborg Ståhl, Anna Norling, Vivi Häggmark, Anna Carlsten, Ruth Ahlstrand, Sagny Nicher, Eric von Gegerfelt, John Westin, Alrik Kjellgren, Edvard Bergström, Tora Jansson 25 föreställningar |
| 1920 | Barnsölet                                                                            | Ludvig Holberg Översättning Einar Fröberg                                                                  | Rune Carlsten                               | Premiär 24 januari 1920 Rune Carlsten, Nils Lundell, Arthur Alftán, Nils Ohlin, Gösta Gustafson, Tor Jænsson, Albert Ståhl, Nils Lundberg, Josua Bengtson, John Westin, Olof Ås, Mathias Taube, Alrik Kjellgren, Edvard Bergström, Arvid Ervall, Eric von Gegerfelt, Edith Erastoff, Aina Westin, Vivi Häggmark, Tyra Dörum, Louise Eneman-Wahlberg, Inez Lundmark, Anna-Lisa Fröberg, Ruth Ahlstrand, Ingeborg Ståhl, Ellen Appelberg, Doris Nelson, Anna Carlsten, Lisa Gustafsson, Ninni Hultgren, Frida Dahlskog, Anna Norling, Sagny Nicher Scenografi Mathias Taube 13 föreställningar |
| 1920 | Aigretten                                                                            | Dario Niccodemi Översättning Sven Söderman                                                                 | Einar Fröberg                               | Premiär 10 februari 1920 Nils Arehn, Torsten Winge, Mathias Taube, Albert Ståhl, John Westin, Josua Bengtson, Gösta Gustafson, Nils Lundell, Eric von Gegerfelt, Arvid Ervall, Edvard Bergström, Arthur Alftán, Nils Ohlin, Tor Jansson, Ruth Ahlstrand, Harriet Bosse, Ellen Appelberg, Anna-Lisa Fröberg, Inez Lundmark, Anna Norling, Ingeborg Ståhl 28 föreställningar |
| 1920 | Änkleken Home and Beauty                                                             | W. Somerset Maugham Översättning Hugo Vallentin                                                            | Rune Carlsten                               | Premiär 16 mars 1920 Harriet Bosse, Einar Fröberg, Nils Lundell, Ellen Appelberg, Tyra Dörum, Doris Nelson, Mathias Taube, Albert Ståhl, Anna Norling, Vivi Häggmark, Ragnar Falck 52 föreställningar |
| 1920 | För mycken kärlek L'amoureuse                                                        | Georges de Porto-Riche                                                                                     | Emil Grandinson                             | Premiär 8 maj 1920 Lars Hanson, Nils Arehn, Karin Molander, Doris Nelson, Inez Lundmark 23 föreställningar |
| 1920 | Kvinnan du gav mig, revy                                                             | Ernst Rolf                                                                                                 | Ernst Rolf Einar Fröberg                    | Premiär 25 juni 1920 Ernst Rolf, Eugen Nilsson, Elna Gistedt, Märta Reiners, Helge Kihlberg Flyttad till Djurgårdsteatern 71 föreställningar |
| 1920 | Damen i skärt The Young Person in Pink                                               | Gertrude E. Jennings                                                                                       |                                             | Premiär 4 september 1920 Agda Helin, John Westin, Tyra Dörum, Arthur Alftán, Anna-Lisa Fröberg Flyttad från Djurgårdsteatern 21 föreställningar |
| 1920 | Öga för öga The Skin Game                                                            | John Galsworthy Översättning Einar Fröberg                                                                 | Einar Fröberg                               | Premiär 13 september 1920 Einar Fröberg, Louise Eneman-Wahlberg, Anna Carlsten, Nils Lundell, Nils Arehn, Edvin Adolphson, Agda Helin, John Westin, Arvid Ervall, Vivi Engborg, Gösta Gustafson, Sagny Nicher, Josua Bengtson, Edvard Bergström, Gustaf Malmgren, Nils Ohlin 5 föreställningar |
| 1920 | Änkleken Home and Beauty                                                             | W. Somerset Maugham                                                                                        | Rune Carlsten                               | Premiär 18 september 1920 6 föreställningar |
| 1920 | Min far hade rätt                                                                    | Sacha Guitry Översättning Harald Heyman                                                                    | Einar Fröberg                               | Premiär 7 oktober 1920 Rune Carlsten, Ragnar Falck, Einar Rød, Nils Arehn, Ellen Appelberg, Nils Lundell, Sagny Nicher, Gustaf Malmgren, Inez Lundmark 25 föreställningar |
| 1920 | Professor Storitzyn                                                                  | Leonid Andrejev                                                                                            | Einar Fröberg                               | Premiär 30 oktober 1920 Victor Sjöström, Ellen Appelberg, Edvin Adolphson, Einar Rød, Albert Ståhl, Mathias Taube, Mary Johnson, Josua Bengtson, Arvid Ervall, Vivi Engborg, Gustaf Malmgren Scenografi Elias Johanson 31 föreställningar |
| 1920 | Fästningen faller La Prise de Berg-Op-Zoom                                           | Sacha Guitry                                                                                               |                                             | Premiär 30 november 1920 Nils Lundell, Ellen Appelberg, Victor Sjöström, Edvin Adolphson, Albert Ståhl, Inez Lundmark, Anna Carlsten, Mathias Taube, Josua Bengtson, Arvid Ervall, Gustaf Malmgren, Nils Ohlin 20 föreställningar |
| 1920 | 2 X 2=5 Ranke viljer                                                                 | Gustav Wied Översättning Daniel Fallström                                                                  |                                             | Premiär 27 december 1920 Einar Fröberg, Louise Eneman-Wahlberg, Inez Lundmark, Carlo Keil-Möller, Albert Ståhl, Nils Lundell, Josua Bengtson, Anna Carlsten, Edvin Adolphson, Tyra Dörum, Anna Norling, Anna-Lisa Fröberg, Alrik Kjellgren, Gustaf Malmgren, Gösta Gustafson, Nils Ohlin, Arvid Ervall, Sagny Nicher 27 föreställningar |
| 1921 | Nju                                                                                  | Osip Dymov Översättning Einar Fröberg                                                                      | Rune Carlsten                               | Premiär 21 januari 1921 Harriet Bosse, Edvin Adolphson, Einar Rød, Karin Strömberg, Gösta Gustafson, Arvid Ervall, Tyra Dörum, Anna Norling, Albert Ståhl, Louise Eneman-Wahlberg Scenografi Mathias Taube 18 föreställningar |
| 1921 | Påsk                                                                                 | August Strindberg                                                                                          |                                             | Premiär 8 februari 1921 Louise Eneman-Wahlberg, Mathias Taube, Harriet Bosse, Fanny Falkner, Ellen Appelberg, Gösta Gustafson, Josua Bengtson 32 föreställningar |
| 1921 | Dygdens stig                                                                         | Robert de Flers och Gaston Arman de Caillavet Översättning Harald Heyman                                   | Einar Fröberg                               | Premiär 5 mars 1921 Ellen Appelberg, Mary Rød, Ingeborg Ståhl, Agda Helin, Anna Norling, Einar Fröberg, Carlo Keil-Möller, Josua Bengtson, Albert Ståhl, Arvid Ervall, Gösta Gustafson, Edvin Adolphson, Gustaf Malmgren 2 föreställningar |
| 1921 | En hustru för mycket La passerelle                                                   | Francis de Croisset                                                                                        | Einar Fröberg                               | Premiär 19 mars 1921 Edvin Adolphson, Josua Bengtson, Nils Lundell, Arthur Alftán, Harriet Bosse, Ellen Appelberg, Anna Carlsten, Ruth Ahlstrand 25 föreställningar |
| 1921 | Chitra                                                                               | Rabindranath Tagore Översättning K.I. Anderberg                                                            | Einar Fröberg                               | Premiär 15 april 1921 Carlo Keil-Möller, Einar Rød, Harriet Bosse, Edvin Adolphson Scenografi Yngve Berg 16 föreställningar |
| 1921 | Himlens hemlighet                                                                    | Pär Lagerkvist                                                                                             | Einar Fröberg                               | Premiär 15 april 1921 Arthur Alftán, Albert Ståhl, Harriet Bosse, Alrik Kjellgren, Emmy Albiin, Arvid Ervall, Olof Ås, Gösta Gustafson, Nils Lundell, Mathias Taube Scenografi Yngve Berg 16 föreställningar |
| 1921 | Tittskåpet, revy                                                                     | Axel Engdahl                                                                                               | Axel Engdahl                                | Premiär 1 maj 1921 Zara Backman, Ludde Gentzel, Rulle Bohman, Solveig Bang, Felia Erichsen, Lonnie Windsor Gästspel av Axel Engdahls sällskap 29 föreställningar |
| 1921 | Bolsjevikdiamanten, revy                                                             | Ture Nerman                                                                                                | Ernst Rolf                                  | Premiär 8 juni 1921 Ernst Rolf, Maja Cassel, Magda Björkman, Wilhelm Julinder Scenografi Einar Nerman 68 föreställningar |

## Mindre dramatiska teatern
| År   | Produktion                                                      | Upphovsmän                       | Regi           | Noter |
| ---- | --------------------------------------------------------------- | -------------------------------- | -------------- | --- |
| 1921 | Svenskt folk                                                    | Ivar Thor Thunberg               | Gustaf Linden  | Premiär 10 september 1921 Ivar Nilsson, Carl Browallius, Josua Bengtson, Ebba Gard, Gösta Hillberg, Axel Janse, Erik Landberg, Märta Arbin, Eric Carlson, Sven Bergvall, Maria Schildknecht, Uno Henning, Eric Sundborg, Anders Henrikson, Albion Örtengren, Per-Axel Branner Scenografi John Ericsson 20 föreställningar                                |
| 1921 | Resan till Le Havre Mademoiselle ma mère                        | Louis Verneuil                   | Tor Hedberg    | Premiär 17 september 1921 Nils Personne, Ivar Kåge, Olof Winnerstrand, Ebba Gard, Stina Hedberg, Frida Winnerstrand, Knut Lambert 4 föreställningar |
| 1921 | Dödsdansen                                                      | August Strindberg                | Gustaf         | Premiär 23 september 1921 Tore Svennberg, Gösta Hillberg, Märta Arbin, Eric Carlson, Maria Schildknecht, Tyra Dörum Scenografi John Ericsson 16 föreställningar |
| 1921 | Elektra                                                         | Hugo von Hofmannsthal            | Tor Hedberg    | Premiär 1 oktober 1921 Julia Håkansson, Axel Janse, Ebba Gard, Dagmar Lindén, Märta Arbin, Per-Axel Branner, Märta Ekström, Signe Enwall, Inga Tidblad, Maria Schildknecht, Stina Hedberg, Uno Henning, Albion Örtengren, Valborg Geyron, Gustaf Molander, Svea Frisch, Ragnar Billberg 3 föreställningar                                                |
| 1921 | Porträttet Am Teetisch                                          | Karl Sloboda                     | Karl Hedberg   | Premiär 22 oktober 1921 Frida Winnerstrand, Valborg Geyron, Gösta Hillberg, Axel Janse, Olof Winnerstrand 30 föreställningar |
| 1921 | Jokern                                                          | Harold Marsh Harwood             | Olof Molander  | Premiär 17 november 1921 Sven Bergvall, Olof Winnerstrand, Gösta Hillberg, Magda Holm, Josua Bengtson, Axel Janse, Tyra Zanderholm, Ragnar Falck 105 föreställningar |
| 1922 | Ett frieri Предложение, Predloženie                             | Anton Tjechov                    | Gustaf Linden  | Premiär 28 januari 1922 Carl Browallius, Josua Bengtson, Frida Winnerstrand 5 föreställningar |
| 1922 | Den leende fru Madeleine La souriante Mme Beudet                | André Obey och Denys Amiel       | Olof Molander  | Premiär 28 januari 1922 Ivan Hedqvist, Josua Bengtson, Gösta Hillberg, Knut Ericsson, Hilda Borgström, Frida Winnerstrand, Inga Tidblad, Märta Ekström, Tyra Dörum 11 föreställningar |
| 1922 | Den objudna gästen L'intruse                                    | Maurice Maeterlinck              | Olof Molander  | Premiär 3 februari 1922 Ivan Hedqvist, Gösta Hillberg, Josua Bengtson, Märta Arbin, Inga Tidblad, Märta Ekström 6 föreställningar |
| 1922 | Andras affärer                                                  | Gustaf af Geijerstam             | Gustaf Linden  | Premiär 11 februari 1922 Josua Bengtson, Olof Winnerstrand, Gösta Hillberg, Magda Holm, Tyra Dörum, Frida Winnerstrand, Tyra Zanderholm, Ellen Borlander, Signe Enwall 9 föreställningar |
| 1922 | Stulen lycka Tristi Amori                                       | Giuseppe Giacosa                 | Tore Svennberg | Premiär 25 februari 1922 Uno Henning, Signe Enwall, Signe Kolthoff, Ingert Dahlstrand, Tore Svennberg, Ivar Nilsson, Märta Arbin, Josua Bengtson 18 föreställningar |
| 1922 | Erna                                                            | Einar Fröberg                    | Gustaf Linden  | Premiär 21 mars 1922 Ellen Borlander, Maria Schildknecht, Ragnar Falck, Per-Axel Branner, Gustaf Molander, Signe Kolthoff, Gösta Hillberg, Magda Holm, Olof Winnerstrand, Josua Bengtson, Dagmar Lindén, Knut Ericson 17 föreställningar |
| 1922 | Cirkeln The Circle                                              | W. Somerset Maugham              | Gustaf Linden  | Premiär 7 april 1922 Gösta Hillberg, Olof Winnerstrand, Ivan Hedqvist, Jessie Wessel, Axel Janse, Axel Högel, Uno Henning, Hilda Borgström, Märta Ekström, Håkan Westergren 24 föreställningar |
| 1922 | Peter Peter Ingeborg                                            | Curt Goetz                       | Karl Hedberg   | Premiär 6 maj 1922 Tyra Zanderholm, Tyra Dörum, Gösta Hillberg, Olof Winnerstrand, Josua Bengtson, Ivar Kåge Scenografi John Ericsson 10 föreställningar |
| 1922 | Riddar Blåskäggs åttonde hustru La huitième femme de Barbe-Bleu | Alfred Savoir                    | Olof Molander  | Premiär 26 augusti 1922 Lars Hanson, Sven Miliander, Märta Ekström, Bengt Djurberg, Georg Funkquist, Torsten Winge, Gösta Hillberg, Karin Molander, Josua Bengtson, Arnold Sjöstrand, Dagmar Lindén Scenografi John Ericsson 40 föreställningar |
| 1922 | Scàmpolo                                                        | Dario Niccodemi                  | Gustaf Linden  | Premiär 23 september 1922 Olof Winnerstrand, Signe Kolthoff, Nils Wahlbom, Ebba Gard, Erik Landberg, Magda Holm, Ragnar Billberg, Sven Miliander Scenografi John Ericsson 15 föreställningar |
| 1922 | Älskog Liebelei                                                 | Arthur Schnitzler                | Karl Hedberg   | Premiär 11 oktober 1922 Bror Olsson, Stina Hedberg, Anders Henrikson, Karin Molander, Elsa Nilsson, Ivar Kåge, Olof Winnerstrand, Gösta Hillberg 32 föreställningar |
| 1922 | Duvals skilsmässa Les Surprises du divorce                      | Alexandre Bisson och Antony Mars | Gustaf Linden  | Premiär 31 oktober 1922 Carl Browallius, Gösta Hillberg, Josua Bengtson, Ebba Gard, Nils Personne, Vera Schmiterlöw, Tore Lindwall, Tyra Dörum, Tyra Zanderholm, Annie Richter 32 föreställningar |
| 1922 | Herr Sleeman kommer                                             | Hjalmar Bergman                  | Olof Molander  | Premiär 22 november 1922 Mona Mårtenson, Carl Browallius, Tyra Dörum, Ellen Borlander, Uno Henning Scenografi John Ericsson 11 föreställningar |
| 1922 | Ett kasperspel                                                  | Einar Rosenberg                  | Olof Molander  | Premiär 22 november 1922 Ivar Nilsson, Dagmar Lindén, Sven Bergvall, Tore Lindwall, Carl Browallius, Ragnar Billberg Scenografi och kostym Bertil Damm 6 föreställningar |
| 1922 | Det fallande lövet                                              | Sigurd Jungstedt                 | Ivar Kåge      | Premiär 10 december 1922 Gästspel av ABF:s amatörer 1 föreställning |
| 1922 | Jokern                                                          | Harold Marsh Harwood             | Olof Molander  | Premiär 2 december 1922 Olof Winnerstrand, Tyra Zanderholm, Magda Holm, Axel Högel, Gösta Hillberg, Josua Bengtson 27 föreställningar |
| 1922 | Storfursten Le Grand Duc                                        | Sacha Guitry                     | Olof Molander  | Premiär 28 december 1922 Ellen Appelberg, Nils Personne, Olof Winnerstrand, Axel Högel, Magda Holm, Tore Lindwall Scenografi John Ericsson 3 föreställningar |
| 1922 | Stulen lycka Tristi Amori                                       | Giuseppe Giacosa                 | Tore Svennberg | Premiär 8 november 1922 Uno Henning, Signe Enwall, Signe Kolthoff, Ingert Dahlstrand, Tore Svennberg, Ivar Nilsson, Vera Schmiterlöw, Josua Bengtson 2 föreställningar |
| 1923 | Kära släkten Den kjære Familje                                  | Gustav Esmann                    | Tor Hedberg    | Premiär 13 januari 1923 Nils Personne, Ebba Gard, Tyra Zanderholm, Magda Holm, Ragnar Billberg, Anders Henriksson, Axel Högel, Gösta Hillberg, Ivar Kåge, Erik Landberg, Torsten Winge, Josua Bengtson, Eric Sundborg 23 föreställningar |
| 1923 | Vägen till Dover The Dover Road                                 | A.A. Milne                       | Karl Hedberg   | Premiär 3 februari 1923 Sven Bergvall, Olof Winnerstrand, Karin Molander, Torsten Winge, Carl Browallius, Tore Lindwall, Vera Schmiterlöw, Tyra Zanderholm, Karl-Magnus Thulstrup, Annie Richter Scenografi John Ericsson 11 föreställningar |
| 1923 | Mister Ernest The Importance of Being Earnest                   | Oscar Wilde                      | Gustaf Linden  | Premiär 27 februari 1923 Gösta Hillberg, Olof Winnerstrand, Carl Browallius, Erik Landberg, Tore Lindwall, Jessie Wessel, Frida Winnerstrand, Tyra Zanderholm, Ellen Appelberg, Karl-Magnus Thulstrup 54 föreställningar |
| 1923 | Schopenhauer                                                    | Mikael Lybeck                    | Olof Molander  | Premiär 12 april 1923 Jessie Wessel, Nils Wahlbom, Ester Halling, Lars Hanson, Ellen Appelberg, Anders Henrikson Scenografi John Ericsson 5 föreställningar |
| 1923 | Sköldpaddskammen                                                | Richard Kessler                  | Karl Hedberg   | Premiär 28 april 1923 Olof Winnerstrand, Ivar Kåge, Jessie Wessel, Magda Holm, Ebba Gard, Erik Landberg, Mona Mårtenson, Vera Schmiterlöw, Tore Lindwall, Torsten Winge, Frida Winnerstrand, Tyra Zanderholm, Tyra Dörum, Greta Garbo, Anders Henrikson, Ragnar Falck, Märta Ekström, Ellen Borlander, Barbro Djurberg, Annie Richter 41 föreställningar |

## Komediteatern
| År   | Produktion | Upphovsmän                                                     | Regi                    | Noter |
| ---- | --- | -------------------------------------------------------------- | ----------------------- | --- |
| 1923 | Öster om Suez | W. Somerset Maugham                                            | Ernst Eklund            | Premiär 20 augusti 1923 |
| 1923 | Eliza stannar | Henry V. Esmond                                                | Gösta Ekman             | Premiär 24 september 1923 Alice Eklund, Gösta Ekman |
| 1923 | Hjärter är trumf                                                                                                   | Félix Gandéra                                                  | Ernst Eklund            | Premiär 30 oktober 1923 |
| 1924 | Vi ä' alla lika | Frederick Lonsdale                                             | Ellen Appelberg         | Premiär 17 januari 1924 |
| 1924 | Flamman | Hans Müller                                                    | Albert Ståhl            | Premiär 12 februari 1924 |
| 1924 | Det gick en ängel Limousine                                                                                        | Jacques Bousquet och Henri Falk                                | Tollie Zellman          | Premiär 26 juni 1924 |
| 1924 | Vännen Lorel Le vieil ami                                                                                          | Adrien Vély och H. R. Girardet                                 | Tollie Zellman          | Premiär 4 augusti 1924 |
| 1924 | Dulcie Dulcy | George S. Kaufman och Marc Connelly                            | Einar Fröberg           | Premiär 1 september 1924 |
| 1924 | Kungens amour | Brita von Horn                                                 | Mathias Taube           | Premiär 5 december 1924 Ernst Eklund, Märta Halldén, Mathias Taube, Alice Eklund, Bengt Djurberg, Nils Ekstam, Olav Riégo Scenografi Manne Runsten |
| 1925 | Till främmande hamn Outward Bound                                                                                  | Sutton Vane                                                    | Ernst Eklund            | Premiär 20 januari 1925 Scenografi Manne Runsten |
| 1925 | Var har du varit i natt                                                                                            | André Birabeau och Jean Guitton                                | Ernst Eklund            | Premiär 11 september 1925 |
| 1925 | Lady Fanny Fanny and the Servant Problem                                                                           | Jerome K Jerome                                                | Mathias Taube           | Premiär 13 oktober 1925 Olav Riégo, Alice Eklund, Sture Baude |
| 1925 | Romanen Wettlauf mit dem Schatten                                                                                  | Wilhelm von Scholz                                             | Mathias Taube           | Premiär 3 december 1925 |
| 1925 | Bron över Tajo | Gustav Lindvall                                                | Mathias Taube           | Premiär 30 december 1925 |
| 1926 | Den gröna hatten The green hat                                                                                     | Michael Arlen                                                  | Ernst Eklund            | Premiär 25 januari 1926 |
| 1926 | Spegelgalleriet La gallerie des glaces                                                                             | Henry Bernstein                                                | Per Lindberg            | Premiär 7 april 1926 |
| 1926 | En okynnig unge Le fruit vert                                                                                      | Regis Gignoux och Jacques Théry                                | Einar Fröberg           | Premiär 30 april 1926 |
| 1926 | Fönster Windows | John Galsworthy                                                | Einar Fröberg           | Premiär 21 september 1926 |
| 1926 | De kuttrande duvorna Die Taube in der Hand Den farliga hunden Der Hund im Hirn Den galande tuppen Der Hahn im Korb | Curt Goetz                                                     | Einar Fröberg           | Premiär 16 oktober 1926 Scenografi Manne Runsten |
| 1926 | Fröken Julie | August Strindberg                                              | Ernst Eklund            | Premiär 2 november 1926 |
| 1926 | Hjälten på den gröna ön The Playboy of the Western World                                                           | John Millington Synge                                          | Per Lindberg            | Premiär 18 november 1926 Märta Ekström, Carl Ström, Linnéa Hillberg, Nils Arehn |
| 1926 | Hans majestät får vänta                                                                                            | Oscar Rydqvist                                                 | Einar Fröberg           | Premiär 3 december 1926 Nils Lundell, Erik Berglund, Signe Wirff, Ernst Eklund |
| 1926 | Prinsessan Törnrosa                                                                                                | Zacharias Topelius                                             | Einar Fröberg           | Premiär 28 december 1926 |
| 1927 | Buketten La Fleur d'oranger                                                                                        | André Birabeu och Georges Dolley                               | Erik Berglund           | Premiär 5 februari 1927 |
| 1927 | Edens lustgård Der Garten Eden                                                                                     | Rudolf Bernauer och Rudolf Österreicher                        | Einar Fröberg           | Premiär 16 mars 1927 |
| 1927 | Kiki | André Picard                                                   | Ernst Eklund            | Premiär 30 april 1927 |
| 1927 | Charleys tant Charleys Aunt                                                                                        | Brandon Thomas                                                 |                         | Premiär 1 september 1927 |
| 1927 | Dover-Calais | Julius Berstl                                                  | Ernst Eklund            | Premiär 17 september 1927 Scenografi Manne Runsten |
| 1927 | Mysteriet Milton The Ringer                                                                                        | Edgar Wallace                                                  | Ernst Eklund            | Premiär 13 oktober 1927 Albert Ståhl, Ragnar Örnberger, Bror Öbergson, Nils Lundell, Sture Baude, Ernst Eklund, Alice Eklund, Mimi Pollak, Einar Axelsson, Arthur Natorp, Knut Martin, Erik Almlöf, Axel Svedberg |
| 1927 | Dummerjöns | Hans Werner                                                    | Knut Martin             | Premiär 10 december 1927 |
| 1927 | Hans majestät får vänta                                                                                            | Oscar Rydqvist                                                 | Einar Fröberg           | Premiär 31 december 1927 Nils Lundell, Sture Baude, Stina Seelig, Karin Granberg, Signe Wirff, Ernst Eklund |
| 1928 | Indianer och vita                                                                                                  | Axel Berggren                                                  | Albert Ståhl            | Premiär 18 februari 1928 Lotten Olsson, Signe Wirff, Elsa Baude, Karin Granberg, Stina Seelig, Nils Lundell, Einar Axelsson, Albert Ståhl |
| 1928 | Alla ha rätt Così é (se va pare)                                                                                   | Luigi Pirandello Översättning Nils Agrell                      | Ernst Eklund            | Premiär 16 mars 1928 Sture Baude, Elsa Baude, Ernst Eklund, Karin Granberg, Ragnar Örnberger, Lotten Olsson, Stina Seelig, Signe Wirff, Nils Lundell, Bror Öbergson, Arthur Fischer, Olga Adamsen, Emy Albin, Arvor Andersson Scenografi Ernst Eklund |
| 1928 | Den fångna La prisonnière                                                                                          | Édouard Bourdet                                                | Ernst Eklund            | Premiär 5 april 1928 Sture Baude, Alice Eklund, Mimi Pollak, Einar Axelsson, Stina Seelig, Ernst Eklund, Olga Adamsen, Karin Granberg, Bror Öbergson Scenografi Manne Runsten |
| 1928 | Du skall ta mig Tu m'epousseras                                                                                    | Louis Verneuil                                                 | Ernst Eklund            | Premiär 16 maj 1928 Alice Eklund, Torre Cederborg, Signe Wirff, Knut Martin, Einar Axelsson, Bror Öbergson, Stina Seelig, Ulva Bergsten, Arvid Enström, Arthur Fischer |
| 1928 | Sista slöjan | G.W. Wheatley                                                  | Ernst Eklund            | Premiär 31 augusti 1928 Scenografi Manne Runsten |
| 1928 | Republiken befaller                                                                                                | Rudolf Lothar och Fritz Gottwald                               | Ernst Eklund            | Premiär 10 november 1928 |
| 1928 | Mysteriet Milton The Ringer                                                                                        | Edgar Wallace                                                  | Ernst Eklund            | Premiär 25 november 1928 |
| 1928 | Mördaren | Hildur Dixelius                                                | Ernst Eklund            | Premiär 13 december 1928 Ragnar Örnberger, Signe Wirff, Einar Axelsson, Mimi Pollak, Ernst Eklund, Knut Martin, Bror Öbergson, Elsa Baude, Carl-Gunnar Wingård, Nils Lundell, Gösta Terserus, Bertil Ehrenmark, Edgar Söderström, Arvid Enström |
| 1929 | Fröken kyrkråtta                                                                                                   | Ladislas Fodor och Ludvig Schinseder                           | Ernst Eklund            | Premiär 16 januari 1929 |
| 1929 | Ned med tjuvsamhället, revy                                                                                        | Karl Gerhard                                                   |                         | Premiär 20 maj 1929 |
| 1929 | Spöktåget The Ghost Train                                                                                          | Arnold Ridley                                                  | Gösta Cederlund         | Premiär 3 oktober 1929 Scenografi Manne Runsten |
| 1929 | Tolvskillingsoperan Die Dreigroschen Oper                                                                          | Bertolt Brecht och Kurt Weill Översättning Curt Berg           | Ernst Eklund            | Premiär 2 november 1929 Nils Lundell, Sture Baude, Signe Wirff, Alice Eklund, Ernst Eklund, Carl-Gunnar Wingård, Anna-Lisa Baude-Hansen, Mimi Pollak, Einar Axelsson, Gösta Cederlund, Sven Peterson, Erland Colliander, Bror Öbergson, Gösta Terserus, Albert Ståhl, Knut Martin, Bertil Ehrenmark, Stina Seelig, Valborg Svensson, Maja Jerlström, Märta Svensson Scenografi Manne Runsten    |
| 1930 | En så'n blamage, baron                                                                                             | Siegfried Geyer                                                | Gösta Cederlund         | Premiär 8 februari 1930 |
| 1930 | God morgon, Bill Good Morning, Bill                                                                                | P.G. Wodehouse och Ladislas Fodor Översättning Gösta Cederlund | Gösta Cederlund         | Premiär 1 mars 1930 Einar Axelsson, Ernst Eklund, Nils Lundell, Alice Eklund, Vera Schmiterlöw, Margit Edholm, Gösta Terserus Scenografi Manne Runsten |
| 1930 | Din nästas fästmö                                                                                                  | Adelaide Matthews och Ann Nichols                              |                         | Premiär 7 maj 1930 |
| 1930 | Trio | Leo Lenz                                                       | Gösta Cederlund         | Premiär 15 september 1930 |
| 1930 | Det enda rätta | Fjodor Tserenkov                                               | Ernst Eklund            | Premiär 5 november 1930 |
| 1930 | Han | Alfred Savoir                                                  | Ernst Eklund            | Premiär 15 november 1930 |
| 1930 | Frun har ledigt | Paul Armont och Marcel Gerbidon                                | Ernst Eklund            | Premiär 9 december 1930 |
| 1930 | Katten i stövlar                                                                                                   | Hans Werner                                                    |                         | Premiär 26 december 1930 |
| 1931 | Till främmande hamn Outward Bound                                                                                  | Sutton Vane                                                    | Ernst Eklund            | Premiär 3 februari 1931 Scenografi Manne Runsten |
| 1931 | Guldpennan | Ladislaus Fodor                                                | Ernst Eklund            | Premiär 14 mars 1931 |
| 1931 | Det fattas en man Il manquait un homme                                                                             | Félix Gandéra                                                  | Ernst Eklund            | Premiär 22 april 1931 Scenografi Manne Runsten |
| 1931 | Världens vackraste ögon                                                                                            | Jean Sarment                                                   | Ernst Eklund            | Premiär 17 oktober 1931 |
| 1931 | Lilla Katarina La Petite Catherine                                                                                 | Alfred Savoir Översättning Elsa Thulin                         | Ernst Eklund            | Premiär 18 november 1931 Alice Eklund, Einar Axelsson, Signe Wirff, Ernst Eklund, Ragnar Widestedt, Olga Adamsen, Bror Öbergson, Carl-Gunnar Wingård, Åke Svensson, Bengt-Olof Granberg, Barbro Adams-Ray, Gösta Terserus, Lisskulla Jobs, Gertrud Sjunnesson, John Wahlbom, Stina Seelig, Bertil Ehrenmark, Carl-Gustaf Kruuse af Verchou, Jack van Dyke Scenografi Manne Runsten, Kostym Zoia |
| 1932 | Kärlek undanbedes                                                                                                  | Wilhelm Sterk                                                  | Ernst Eklund            | Premiär 8 januari 1932 |
| 1932 | En man för mig | Leo Lenz                                                       | Ernst Eklund            | Premiär 29 februari 1932 |
| 1932 | Karl Gerhards folkkök, revy                                                                                        | Karl Gerhard                                                   | Karl Gerhard            | Premiär 15 juni 1932 Scenografi Ewert Myhrman |
| 1932 | Tolvskillingsoperan Die Dreigroschen Oper                                                                          | Bertolt Brecht och Kurt Weill                                  | Ernst Eklund            | Premiär 11 oktober 1932 Scenografi Manne Runsten |
| 1932 | I begynnelsen var ordet Ordet                                                                                      | Kaj Munk                                                       | Ernst Eklund            | Premiär 3 november 1932 |
| 1932 | En yankee i Wien                                                                                                   | Paul Frank och Ludwig Hirschfeldt                              |                         | Premiär 27 november 1932 |
| 1932 | Prinsessans visa                                                                                                   | Anna Wahlenberg                                                | Bror Öbergson           | Premiär 17 december 1932 |
| 1933 | Den lilla butiken Penz nem minden                                                                                  | Ladislaus Bus-Fekete                                           | Ernst Eklund            | Premiär 3 februari 1933 Scenografi Manne Runsten |
| 1933 | Chathams hörna, revy                                                                                               | Gösta Chatham                                                  | Rune Carlsten           | Premiär 16 maj 1933 Scenografi Harald Garmland |
| 1933 | En kvinna som vet vad hon vill Eine Frau, die weiß, was sie will                                                   | Oscar Straus och Alfred Grünwald                               | Alice Eklund            | Premiär 2 oktober 1933 |
| 1933 | Tom Sawyer | Carl-Otto Sandgren                                             | Gösta Terserus          | Premiär 21 oktober 1933 |
| 1933 | Celebert bröllop Da stimmt was nicht                                                                               | Franz Arnold                                                   | Ernst Eklund            | Premiär 30 november 1933 Scenografi Arne Åkermark |
| 1933 | David Copperfield                                                                                                  | Max Maurey                                                     | Arne Lydén              | Premiär 8 december 1933 |
| 1934 | Äventyr på fotvandringen Eventyr paa Fodrejsen                                                                     | Jens Christian Hostrup                                         | Arne Lydén              | Premiär 20 april 1934 |
| 1934 | Koppla av | Erich Ebermayer                                                | Arne Lydén Ernst Eklund | Premiär 28 maj 1934 |
| 1934 | Kyss mig | Tristan Bernard och Yves Mirande                               | Alice Eklund            | Premiär 6 september 1934 |
| 1934 | Bröllopet på Ulfåsa                                                                                                | Frans Hedberg                                                  | Ernst Eklund            | Premiär 17 september 1934 |
| 1934 | Tovaritch | Jacques Deval Översättning Carlo Keil-Möller                   | Ernst Eklund            | Premiär 10 november 1934 Ernst Eklund, Alice Eklund, Arne Lindblad, Stina Ståhle, Björn Berglund, Birgit Rosengren, Einar Axelsson, Nils Dahlgren, Bror Öbergson, Olga Adamsen, Stina Seelig, Bertil Ehrenmark, Gösta Terserus, Brita Kjellmark, Gertrud Ahlin, Helge Hagerman, Margit Bize |
| 1934 | Skattkammarön | Arne Lydén                                                     | Arne Lydén              | Premiär 4 december 1934 |
| 1934 | Livet på landet | Karl Wexel och Rhingulf Wegener                                | Arne Lydén              | Premiär 27 december 1934 |
| 1935 | Trettondagsafton Twelfth Night                                                                                     | William Shakespeare                                            | Gösta Terserus          | Premiär 18 februari 1935 |
| 1935 | Lilla lorden Little Lord Fauntleroy                                                                                | Frances Hodgson Burnett                                        | Arne Lydén              | Premiär 27 april 1935 |
| 1935 | Vi måste gifta bort mamma Getting Mother Married                                                                   | Neil Grant                                                     | Alice Eklund            | Premiär 10 september 1935 Tollie Zellman, Arne Lindblad, Birgit Rosengren, Lisskulla Jobs, Einar Axelsson, Björn Berglund |
| 1935 | Tonvikt på ungdomen Accent On Youth                                                                                | Samson Raphaelson Översättning Arne Lydén                      | Ernst Eklund            | Premiär 26 oktober 1935 Birgit Rosengren, Ernst Eklund, Lisskulla Jobs, Arne Lindblad, Einar Axelsson, Björn Berglund, Stina Ståhle, Olov Wigren, Helge Hagerman Scenografi Elias Johansson |
| 1935 | Nöddebo prästgård Nøddebo præstegård                                                                               | Elith Reumert                                                  | Gösta Terserus          | Premiär 26 november 1935 Lisskulla Jobs, Birgit Rosengren, Olga Adamsen, Bror Öbergson, Björn Berglund, Einar Axelsson, Helge Hagerman |
| 1935 | Natt över havet | Harry Blomberg                                                 | Ernst Eklund            | Premiär 12 december 1935 |
| 1936 | 8 dagar i Nizza Côte d'Azur                                                                                        | André Birabeau och Georges Dolley                              | Ernst Eklund            | Premiär 25 januari 1936 |
| 1936 | Kanaljer | Philip Johnson                                                 | Ernst Eklund            | Premiär 28 februari 1936 |
| 1936 | Kapten Grant och hans barn                                                                                         |                                                                | Arne Lydén              | Premiär 21 mars 1936 |
| 1936 | Robinson och kungen Robinson soll nicht sterben                                                                    | Friedrich Forster                                              | Arne Lydén              | Premiär 22 april 1936 Gästspel från Dramaten |
| 1936 | Miljonärskan The Millionairess                                                                                     | George Bernard Shaw                                            | Alf Sjöberg             | Premiär 9 september 1936 Scenografi Härje Ekman Gästspel från Dramaten |
| 1936 | Huset vid landsvägen Nationale 6                                                                                   | Jean Jacques Bernard                                           | Alf Sjöberg             | Premiär 24 september 1936 Scenografi Sven-Erik Skawonius |
| 1936 | Ett dockhem Et dukkehjem                                                                                           | Henrik Ibsen                                                   | Ernst Eklund            | Premiär 11 november 1936 Scenografi Elias Johansson |
| 1936 | Herr Dardanell och hans upptåg på landet                                                                           | August Blanche                                                 | Arne Lydén              | Premiär 18 november 1936 |
| 1936 | Erasmus Montanus                                                                                                   | Ludvig Holberg                                                 | Gösta Terserus          | Premiär 8 december 1936 |
| 1937 | Timmen H L'heure H                                                                                                 | Pierre Chaine Översättning E.E. Ekdal                          | Ernst Eklund            | Premiär 15 januari 1937 Ernst Eklund, Stina Hedberg, Ingrid Bergman, Vera Valdor, Björn Berglund, Olga Adamsen, Gösta Terserus, Olle Hilding, Alice Eklund, Marianne Lenard, Bertil Ehrenmark, John Wahlbom, Tom Walter, Arne Lindblad, Bertil Anderberg, Helge Hagerman Scenografi Elias Johansson                                                                                             |
| 1937 | Charleys tant Charley's Aunt                                                                                       | Brandon Thomas                                                 |                         | Premiär 24 februari 1937 |
| 1937 | Buffalo Bill | Carl-Otto Sandgren                                             | Gösta Terserus          | Premiär 7 april 1937 |
| 1937 | Våren kommer till Henry Springtime for Henry                                                                       | Benn Wolfe Levy                                                |                         | Premiär 28 maj 1937 |
| 1937 | St Peters finger Anthony and Anna                                                                                  | St. John Greer Ervine                                          | Edvin Adolphson         | Premiär 11 september 1937 |
| 1937 | Rika morbror | August Blanche                                                 | Erik Rosén              | Premiär 22 oktober 1937 |
| 1937 | Grönt vatten | Max Catto                                                      | Ernst Eklund            | Premiär 3 december 1937 |
| 1937 | Pojkar | Gösta Terserus                                                 | Gösta Terserus          | Premiär 6 december 1937 |
| 1938 | Jag känner dig inte                                                                                                | Aldo De Benedetti                                              | Ernst Eklund            | Premiär 15 januari 1938 |
| 1938 | Robin Hood |                                                                |                         | Premiär 9 mars 1938 |
| 1938 | Huckleberry Finns äventyr                                                                                          | Gösta Terserus                                                 |                         | Premiär 21 april 1938 |